# Peter Schück
Johann Peter Schück (* 7. Juli 1811 in Dühren; † 21. September 1892 in Hoffenheim) war ein deutscher evangelischer Pfarrer und Kirchenliedautor. 

## Leben
Schück, Sohn eines Lehrers, war 1835 Vikar in Hoffenheim, 1838 Pfarrverweser in Reihen und ab 1847 Pfarrer in Hoffenheim. Er förderte Gesangsgottesdienste und veröffentlichte 1849 einen Band Drei- und vierstimmige Pilgerlieder. Darin enthalten war sein in viele Sprachen übersetztes und weltweit gesungenes Lied Nur mit Jesu will ich Pilger wandern. In Hoffenheim trägt das Kirchgemeindehaus, das Schückhaus, seinen Namen.

## Werke
- Drei- und vierstimmige Pilgerlieder der christlichen Jugend gewidmet. Steinkopf, Stuttgart 1849, OCLC 611200863 (DOI:10.3931/e-rara-29656). 2., mit einem Anhange vermehrte Auflage, Stuttgart 1855, OCLC 989878957 (Digitalisat (fehlerhaft) in der Google-Buchsuche). 4. Auflage, Stuttgart 1896, OCLC 989878918.
- Zwei-, drei- und vierstimmige Lieder für christliche Vereine. ges. u. hrsg. von P. Schück. 2. Auflage. Steinkopf, Stuttgart 1850 (Digitalisat in der Google-Buchsuche).